# Reform (agytröszt)
A Reform Research Trust londoni agytröszt, amely társadalomkutatási témákban folytatott saját kutatásai eredményét teszi közzé, emellett külső szerzők tanulmányait is kiadja. Nick Herbert (a későbbi konzervatív országgyűlési képviselő) és Andrew Haldenby alapította.
A tröszt karitatív zártkörű részvénytársaság. A The Reform Research Trust nevet először 2004. március 4-én jegyezték be a cégek székhelyén, majd május 13-án jótékonysági szervezetként.
Az alapítványt vállalkozások nagy összegű adományaiból és magánszemélyek kisebb adományaiból finanszírozzák.
A Reform C osztályzatot kapott a finanszírozás átláthatósága tekintetében a Who Funds You?-n.
A reformkutató tröszt számos különböző kérdésről tesz közzé jelentéseket, és a közpolitika bizonyítékokon alapuló megközelítését alkalmazza.
Jelentéseket tett közzé az egészségügyi és oktatási reformról, Nagy-Britannia regionális gazdasági teljesítményéről, a fiatalok gazdasági helyzetéről, valamint az adó- és jóléti rendszerről.

## Vezetői
A korábbi igazgatóhelyettesek közé tartozik Liz Truss, akit 2010-ben konzervatív képviselővé választottak, és 2022-ben brit miniszterelnök lett, valamint Nick Seddon, akit a Downing Street 10 egészségügyi és szociális ellátásért felelős vezető politikai tanácsadójává neveztek ki.

### Tanácsadó testület
- - Rt Hon[3] Morgan of Cotes bárónő, volt külügyminiszter[4][5]
  - Björn Savén, az IK Investment Partners Ltd. elnöke
  - Dame Clare Moriarty, volt állandó titkár, az Európai Unióból való kilépéssel foglalkozó osztályon[6][5]
  - Dame Meg Hillier, Hackney South és Shoreditch parlamenti képviselője[6][5]
  - Deborah Cadman, vezérigazgató, West Midlands Combined Authority[6][5]
  - Robert Nisbet, a Sky News korábbi vezető politikai tudósítója[6][5]
  - Katie Perrior, a Downing Street 10 korábbi kommunikációs igazgatója[6][5]
  - Rt Hon Caroline Flint, volt munkáspárti képviselő és miniszter[6][5]
  - Sir Peter Gershon, volt magas rangú köztisztviselő [6] [5]

### Tisztségviselők
- James Palmer, elnök[6]
- Catherine Davies, ügyvezető partner, Monticle[6]
- Dr. Lara Stoimenova, ügyvezető partner, Sigma Economics[6]
- Jeremy Sillem, a Spencer House Partners ügyvezető partnere és társalapítója[6]

A tröszti rendezvények előadói többek között:
- Rt Hon Andy Burnham képviselő és Rt Hon Sadiq Khan képviselő (munkáspárti)
- Rt Hon Theresa May képviselő és Rt Hon Jeremy Hunt képviselő (konzervatív)
- Rt Hon Danny Alexander képviselő és Norman Lamb képviselő (liberális demokrata)

## A tröszt neve
A tröszt eredeti neve The Reform Research Trust, de néha rövidített Reform néven hivatkozik önmagára, például a www.reform.uk weboldalon, amely vitákhoz vezetett a névvel kapcsolatban.
2020 novemberében a tröszt ellenkezésének adott hangot a választási bizottsággal szemben, amikor a Brexit Party nevű brit politikai párt Reform UK-ra kívánta változtatni a nevét. A jótékonysági szervezet attól tartott, hogy párton kívüli státusza hírét rontja a névváltoztatás miatt, és arra kérte a pártot, hogy találjanak ki alternatívát. 2021 januárjában a választási bizottság jóváhagyta a Brexit-párt névváltoztatását Reform UK-ra.

## Fordítás
- Ez a szócikk részben vagy egészben  a   Reform (think tank) című angol Wikipédia-szócikk ezen változatának fordításán alapul.  Az eredeti cikk szerkesztőit annak laptörténete sorolja fel. Ez a jelzés csupán a megfogalmazás eredetét és a szerzői jogokat jelzi, nem szolgál a cikkben szereplő információk forrásmegjelöléseként.